# 博镇 (上卢瓦尔省)
博村（法語：Beaux，法語發音：[bo] ⓘ）是法国上卢瓦尔省的一个市镇，属于伊桑若区。

## 地理
博村（45°11'13"N, 4°5'35"E）面积16.78 平方千米，位于法国奥弗涅-罗讷-阿尔卑斯大区上盧瓦爾省，该省份为法国中南部省份，北起多姆山省和卢瓦尔省，西接康塔爾省，南至洛泽尔省，东临阿尔代什省。
与博村接壤的市镇（或旧市镇、城区）包括：博扎克、勒图尔纳克、圣于连迪皮内、利尼翁河畔圣莫里斯、伊桑若。
博村的时区为UTC+01:00、UTC+02:00（夏令时）。

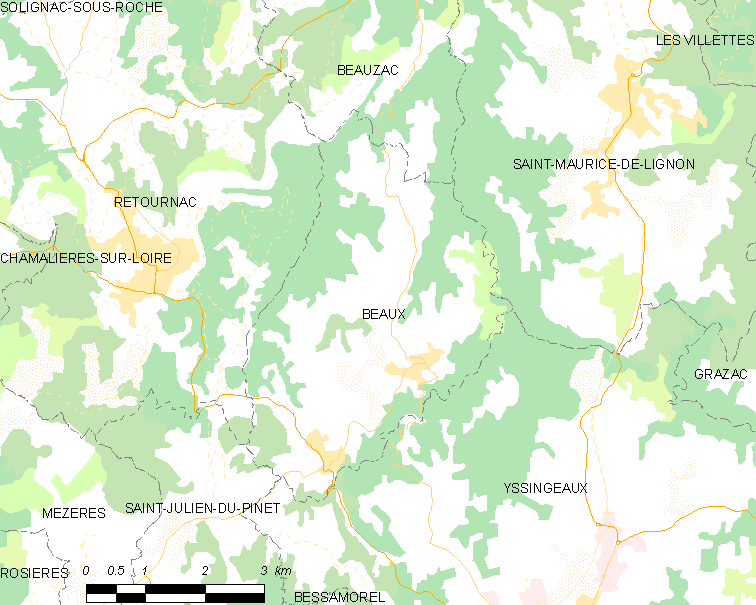
博村的OSM定位图

## 行政
博村的邮政编码为43200，INSEE市镇编码为43024。

## 政治
博村所属的省级选区为伊桑若縣。

## 人口

1962-2008年间博村人口变化图示

博村于2022年1月1日时的人口数量为865人。